# バスラ
バスラ（アル＝バスラ、アラビア語: البصرة, al-Baṣrah）は、イラク南東、シャットゥルアラブ川の右岸にある港湾都市。

## 概要

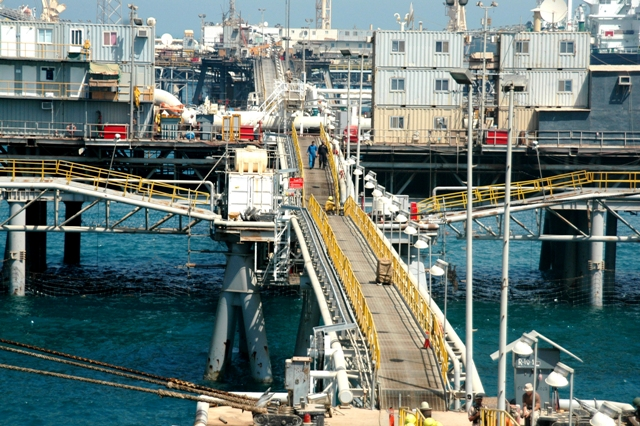
オイルターミナル

イラク南部の中心となる同国第2の都市で、バスラ県の県都である。石油パイプラインの終点で、石油製品の積出港。メソポタミア南部で生産された穀物やナツメヤシなどの輸出港でもある。
出身者にはマーサルジャワイヒ、イブン・アル＝ハイサム、マーシャーアッラーなどがいる。

## 歴史
人類最初の王権が成立した都市とされているエリドゥが古代はあった。
バスラは、638年に第2代正統カリフ、ウマル1世の派遣したウトバ・イブン＝ガズワーンによって、イスラム史上最初の軍営都市（ミスル）として建設されたが、もともとの市街はシャトル・アラブ川から離れた場所にあり、現在ズバイルと呼ばれている町の位置であった。旧バスラは、当初はイラン（サーサーン朝領）征服・統治の拠点として活用され、まず政治都市として発展したが、運河と川を通じてペルシア湾に接続され、ペルシア湾岸最大の貿易港、ペルシア湾を経由したインド洋貿易の中継地となるとともに、肥沃なチグリス川・ユーフラテス川下流域で生産された穀物の集積地として繁栄をきわめた。アッバース朝期には人口が30万人を超え、千夜一夜物語（アラビアンナイト）にも登場したが、839年にイラク南部で興ったザンジュの乱やモンゴル帝国の侵入による被害から衰え、13世紀にアッバース朝が滅亡した後にほとんど廃墟となった。
その後、シャトル・アラブ川河畔に再建されたバスラを1668年に占領したオスマン帝国は、現在のイラク南部とクウェートの一帯を管轄するバスラ州を置いた。
第一次世界大戦でイギリスに占領されて補給基地として整備され、原油積出港として栄えた。イラク独立後は南部における最重要拠点となり、イラン・イラク戦争や湾岸戦争では爆撃を受けた。
イラク戦争が勃発すると、2003年3月から5月にかけてイギリス軍とイラク軍の間で戦闘が行われた。2005年1月に新政権の下で選挙が行われ、2007年に駐留していたイギリス軍の段階的な撤退が始まった。イギリス軍の撤退後、2008年に新イラク軍とマフディー軍との間で戦闘が行われた。

## 地理
バスラはシャットゥルアラブ川に沿いに位置し、ペルシャ湾から55キロ、イラク最大の都市バグダードから545キロの位置にある。
バスラの都市内には、運河が整備されており、中東のベニスとも呼ばれた。この運河が、バスラの産業製品であるナツメヤシの品質向上に貢献している。

## 気候
砂漠気候だが海に近い分だけ冬季は内陸より降雨がある。6-8月は最高気温が38℃以上。12-2月は21℃以下。降水量は5-10月がほぼゼロ、11-4月は月間30mm前後である。
1921年には最高気温58.8℃を記録したとされている。気象学関係の日本語文献では長らく世界最高気温の記録としてバスラにおける58.8℃が紹介されてきていたが、そのデータ出所について疑問が提起され、実際の観測値は Clemence (1922) が報告した 128.9°F（53.8℃）だった可能性が高いことが、気象庁気象研究所の藤部文昭によって指摘された。また、2012年9月に世界気象機関は、1913年7月10日にアメリカ合衆国のデスヴァレー国立公園のグリーンランドランチで記録された56.7℃を世界記録としている。
| Basraの気候                                       | Basraの気候 | Basraの気候 | Basraの気候 | Basraの気候 | Basraの気候 | Basraの気候  | Basraの気候  | Basraの気候  | Basraの気候  | Basraの気候 | Basraの気候 | Basraの気候 | Basraの気候   |
| 月                                                | 1月         | 2月         | 3月         | 4月         | 5月         | 6月          | 7月          | 8月          | 9月          | 10月        | 11月        | 12月        | 年            |
| ------------------------------------------------- | ----------- | ----------- | ----------- | ----------- | ----------- | ------------ | ------------ | ------------ | ------------ | ----------- | ----------- | ----------- | ------------- |
| 平均最高気温 °C （°F）                            | 17.7 (63.9) | 20 (68)     | 24.5 (76.1) | 30.6 (87.1) | 36.8 (98.2) | 39.7 (103.5) | 41.3 (106.3) | 41.8 (107.2) | 39.9 (103.8) | 34.9 (94.8) | 27.1 (80.8) | 20.3 (68.5) | 31.22 (88.18) |
| 日平均気温 °C （°F）                              | 12.2 (54)   | 14.2 (57.6) | 18.3 (64.9) | 23.9 (75)   | 30.2 (86.4) | 32.9 (91.2)  | 34.3 (93.7)  | 33.9 (93)    | 31.2 (88.2)  | 26.4 (79.5) | 20.4 (68.7) | 14.5 (58.1) | 24.37 (75.86) |
| 平均最低気温 °C （°F）                            | 6.8 (44.2)  | 8.4 (47.1)  | 12.2 (54)   | 17.2 (63)   | 23.6 (74.5) | 26.2 (79.2)  | 27.4 (81.3)  | 26.1 (79)    | 22.6 (72.7)  | 18 (64)     | 13.7 (56.7) | 8.7 (47.7)  | 17.57 (63.62) |
| 降水量 mm （inch）                                | 31 (1.22)   | 21 (0.83)   | 19 (0.75)   | 17 (0.67)   | 5 (0.2)     | 0 (0)        | 0 (0)        | 0 (0)        | 0 (0)        | 3 (0.12)    | 23 (0.91)   | 33 (1.3)    | 152 (6)       |
| 平均降雨日数                                      | 6           | 5           | 5           | 4           | 2           | 0            | 0            | 0            | 0            | 1           | 4           | 5           | 32            |
| 平均日照時間                                      | 6           | 7           | 7           | 8           | 9           | 11           | 11           | 10           | 10           | 9           | 7           | 6           | 8.4           |
| 出典1：Climate-Data.org                           |             |             |             |             |             |              |              |              |              |             |             |             |               |
| 出典2：Weather2Travel for rainy days and sunshine |             |             |             |             |             |              |              |              |              |             |             |             |               |

## 産業
バスラのあるイラク南部は世界有数の油田地帯で、石油資源と多数の油井がある。製油所では、一日あたり約140,000バレルの生産能力があり、肥料など石油化学産業に支えられる。日量200万バレル以上の石油を輸出する積出し基地があり、関連の造船・輸送産業がある。
農業も盛んで、肥沃な土地に支えられて米、トウモロコシ、大麦、トウジンビエ、小麦、ナツメヤシなどが生産され、家畜も飼育されている。

## 交通
交通関連施設として、バスラ国際空港がある。イラク航空の復興を受け、2005年にバグダードとの空路を復旧した。また、バグダードとの間には中国の援助で完成したバグダード＝バスラ高速鉄道路線も運行している。

## 教育
- バスラ大学（英語版）
- Basrah University College of Science and Technology

## スポーツ
バスラをホームとするサッカークラブがある。
- アル・ミーナーSC（英語版）
- ナフト・アル・ジャヌーブSC（英語版）